# Hans Georg Klamroth
Johannes "Hans" Georg Klamroth (Halberstadt, 12 de octubre de 1898-Plötzensee, 26 de agosto de 1944) fue un oficial alemán durante la Segunda Guerra Mundial. Estuvo, por su conocimiento de los planes a través de parientes distantes y de su yerno el teniente coronel Bernhard Klamroth, involucrado en el complot del 20 de julio para asesinar a Adolf Hitler.

## Crónica
Después de que la bomba estallada en la guarida del Lobo en Prusia Oriental el 20 de julio de 1944 fallara en matar a Hitler, Klamroth fue arrestado y después de un juicio espectáculo en el Volksgerichtshof el 15 de agosto, fue sentenciado a muerte por mantener para sí su conocimiento del complot. Fue colgado en la prisión de Plötzensee en Berlín el 26 de agosto. Se ha registrado que también lo desnudaron de cintura para abajo durante varias horas después de su ahorcamiento.
El empresario, nacido en Halberstadt, era un originario seguidor del Nacional Socialismo y miembro de las SS del NSDAP; también sirvió como mayor en la reserva como oficial de inteligencia en la Wehrmacht.
Su hija, la periodista de televisión Wibke Bruhns, publicó la biografía de su padre en 2004, utilizando las cartas entre él y su padre, así como imágenes de la familia para contribuir a la historia. El libro, Meines Vaters Land ("La patria de mi padre"), generó mucha discusión. Fue traducido al inglés en 2007 y publicado en 2008 como My Father's Country.